# Pimpinella praeventa
Pimpinella praeventa là một loài thực vật có hoa trong họ Hoa tán. Loài này được Norman miêu tả khoa học đầu tiên năm 1927.